# Kłanino (Poméranie)
Pour les articles homonymes, voir Kłanino.
Kłanino est une localité polonaise de la voïvodie de Poméranie et du powiat de Puck. 